# 圣安托万拉福雷
圣安托万拉福雷（法語：Saint-Antoine-la-Forêt，法語發音：[sɛ̃.t‿ɑ̃twan la fɔʁɛ]）是法国滨海塞纳省的一个市镇，属于勒阿弗尔区。

## 地理
圣安托万拉福雷（49°32'14"N, 0°28'18"E）面积6.44 平方千米，位于法国诺曼底大区滨海塞纳省，该省份为法国北部沿海省份，其西部及北部濒大西洋英吉利海峡，东起顺时针与索姆省、瓦兹省、厄尔省和卡爾瓦多斯省接壤。
与圣安托万拉福雷接壤的市镇（或旧市镇、城区）包括：博尔贝克、格吕谢-勒瓦拉斯、利勒博讷、梅拉马尔、圣厄斯塔什拉福雷、圣让德福勒维尔、圣尼古拉德拉塔耶。

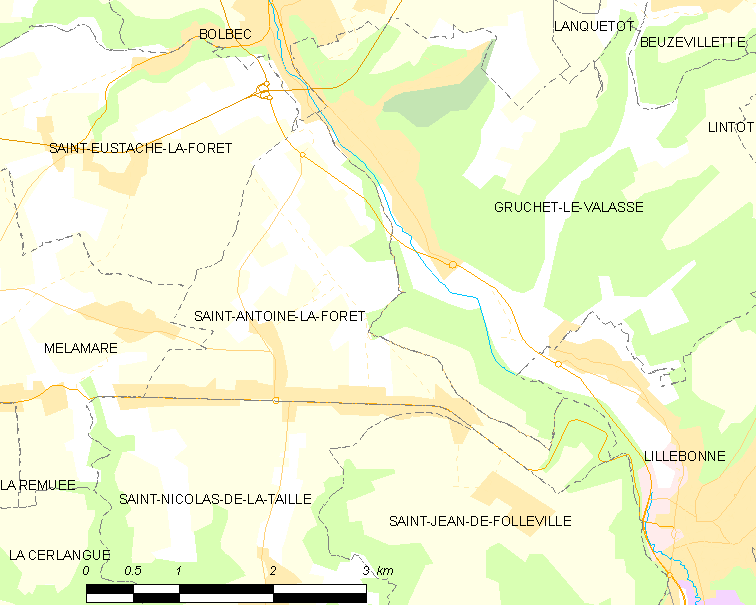
圣安托万拉福雷的OSM定位图

圣安托万拉福雷的时区为UTC+01:00、UTC+02:00（夏令时）。

## 行政
圣安托万拉福雷的邮政编码为76170，INSEE市镇编码为76556。

## 政治
圣安托万拉福雷所属的省级选区为博尔贝克县。

## 人口

1962-2008年间圣安托万拉福雷人口变化图示

圣安托万拉福雷于2022年1月1日时的人口数量为1101人。